# Alchemilla impexa
Alchemilla impexa är en rosväxtart som beskrevs av Robert Buser. Alchemilla impexa ingår i släktet daggkåpor, och familjen rosväxter. Inga underarter finns listade i Catalogue of Life.